# Flaga Nadrenii Północnej-Westfalii
Flaga Nadrenii Północnej-Westfalii - składa się z trzech poziomych pasów o równej szerokości, w kolorze zielonym, białym i czerwonym. Barwy pochodzą z herbu. Flaga urzędnicza jest flagą heraldyczną i posiada na środku herb, który nachodzi na górny i dolny pas na wysokość 1/5 pasa. Stosunek wysokości do długości wynosi 3:5. Przyjęta 10 marca 1953 roku. Proporcje 3:5 lub 1:2.